# Bathippus elaphus
Bathippus elaphus es una especie de araña saltarina del género Bathippus, familia Salticidae. Fue descrita científicamente por Thorell en 1881.

## Distribución
Habita en Nueva Guinea.